# 하이로스

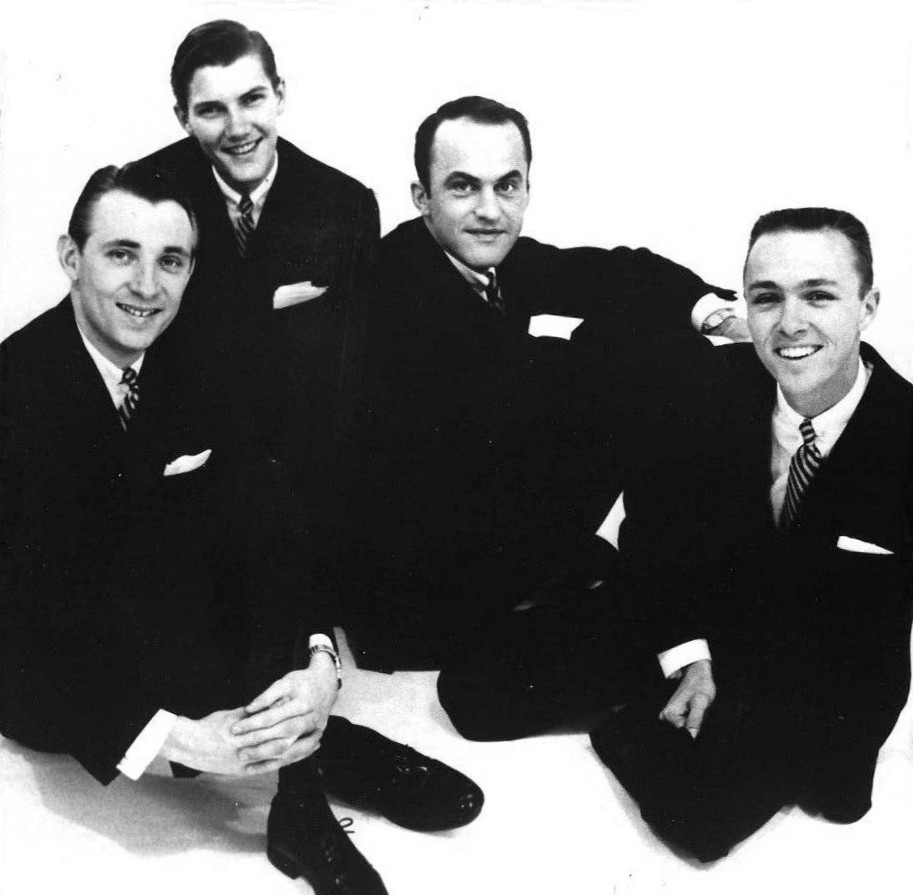
1957년

하이로스(The Hi-Los)는 현대적인 세련된 하모니를 구사하는 테크니션으로 유명한 미국의 재즈 코러스 그룹이다. 오리지널 멤버는 진 퓨어링을 리더로 클라크 블루즈, 밥 스트랏센, 밥 모제 등의 백인 남성 4인조로 1953년 쯤부터 활약하기 시작하였다. 제리 필딩(편곡, 지휘자)의 지도 아래 일약 각광을 받아 포어 프레쉬맨과 비견되는 재즈 코러스의 인기 그룹이 되었다.